# Chrysomela collaris
Chrysomela collaris es una especie de insecto coleóptero de la familia Chrysomelidae.
Fue descrita científicamente en 1758 por Linnaeus.